# Chang San-feng
Chang San-feng (9. travnja 1247.) smatra se osnivačem Tai Chi-ja.

## Povijest
Chang je rođen 9. travnja 1247. Taj dan danas se smatra obljetnicom taijiquana i na taj dan se u svijetu priređuju mnoge demonstacije ove borilačke vještine. Postoji nekoliko teorija kako je Chang stvorio taiji: 
Smatra se da je Chang bio taoistički adept i majstor šaolinskog kung fu-a. Kombinirajući svoje znanje borilačkih vještina s vještinom taoističkog disanja i chi kunga te teorijama baziranim na I Chingu (knjiga promjena) stvorio vještinu koju danas nazivamo taijiquan. Druge teorije vjeruju da je Chang naučio vještinu u snu ili pak promatrajući borbu između zmije i ždrala. 